# Endgame – Blueprint for Global Enslavement
Endgame – Blueprint for Global Enslavement ist ein verschwörungstheoretischer US-amerikanischer Film aus dem Jahre 2007, bei dem Alex Jones Regie führte.

## Inhalt
Der Film vertritt die These, dass die globale Machtelite der etwa 200 reichsten und mächtigsten Menschen der Welt dabei wäre, eine „Neue Weltordnung“ zu errichten. Ihr Ziel sei es, die Weltbevölkerung um 80 % auf eine Milliarde Menschen zu reduzieren, diese vollständig durch eine zentrale Weltregierung zu kontrollieren und in „Reservate“ zu verbannen, wo sie aufgrund schrecklicher Lebensbedingungen degenerieren würden. Dies werde durch globale Ressourcen-Kontrolle sowie durch finanzielle Abhängigkeit erreicht. Gleichzeitig würde die Elite versuchen, durch genetische Optimierung selbst zu Übermenschen zu mutieren, die in Luxus leben, die entvölkerten Naturparks genießen und letztlich in den Weltraum expandieren.
Ziel sei die Schaffung einer feudalen Dreiklassengesellschaft mit einer allmächtigen Elite, einer sehr dünnen Lakaienschicht für administrative Aufgaben und einem Millionenheer von Arbeitersklaven. Psychopharmaka und Umweltgifte sollen dafür die Unterschichtmenschen schwächen und diversifizieren, dass sie in kleine rivalisierende Gruppen zersplittern und sich nicht mehr als homogener Gegner organisieren können. Der Film zeigt unter anderem die Anreise der mächtigsten Menschen der Welt zu zwei der mysteriösen Bilderberg-Konferenzen, er bezieht sich auf allgemeine geheime Gesellschaften, Netzwerke aus Macht wie der Council on Foreign Relations oder der Atlantik-Brücke, die keine nationalen, sondern private Interessen vertreten. Auf diesen jährlichen Treffen soll angeblich die neue Weltordnung organisiert werden. Die Gesellschaften geben zwar vor, nicht in einem politischen Rahmen dort tätig zu sein, jedoch ist es eben der militärisch-industrielle Komplex, welcher dort tagt, der die Machtzentren der westlichen Welt stellt.

## Produktion und Veröffentlichung
Der Film wurde 2007 von Alex Jones gedreht, der dazu unter anderem am Ort zweier Bilderberg-Konferenzen recherchierte. Die Musik komponierte Graham Reynolds, an der Produktion war außerdem Magnolia Management beteiligt.
2007 veröffentlichte Disinformation Company den Film in den USA auf DVD.